# Wimmera Highway
Der Wimmera Highway ist eine Fernstraße im Westen des australischen Bundesstaates Victoria und im Südosten von South Australia. Er verbindet den Calder Alternative Highway in Marong, ca. 15 km westlich von Bendigo, mit dem Riddoch Highway in Naracoorte.

## Verlauf
Der Wimmera Highway zweigt in Marong vom Calder Alternative Highway (A790) nach Westen ab. In St. Arnaud kreuzt er den Sunraysia Highway (B220) und setzt seinen Weg nach Westen fort, bis er nördlich von Horsham auf den Henty Highway (B200) trifft. Gemeinsam mit diesem verläuft er nach Südwesten bis Horsham.
In Horsham kreuzt er den Western Highway und wendet sich erneut nach Westen. In Natimuk biegt er nach West-Südwesten ab und führt nach Edenhope. Dort schlägt er erneut eine westliche Richtung ein und quert 10 km westlich von Apsley die Grenze nach South Australia. Bald danach erreicht er den Riddoch Highway (A66) in Naracoorte und endet.

## Nummerierung
- von Marong bis Horsham
- C240 von Horsham bis Naracoorte